# Tabletop Simulator

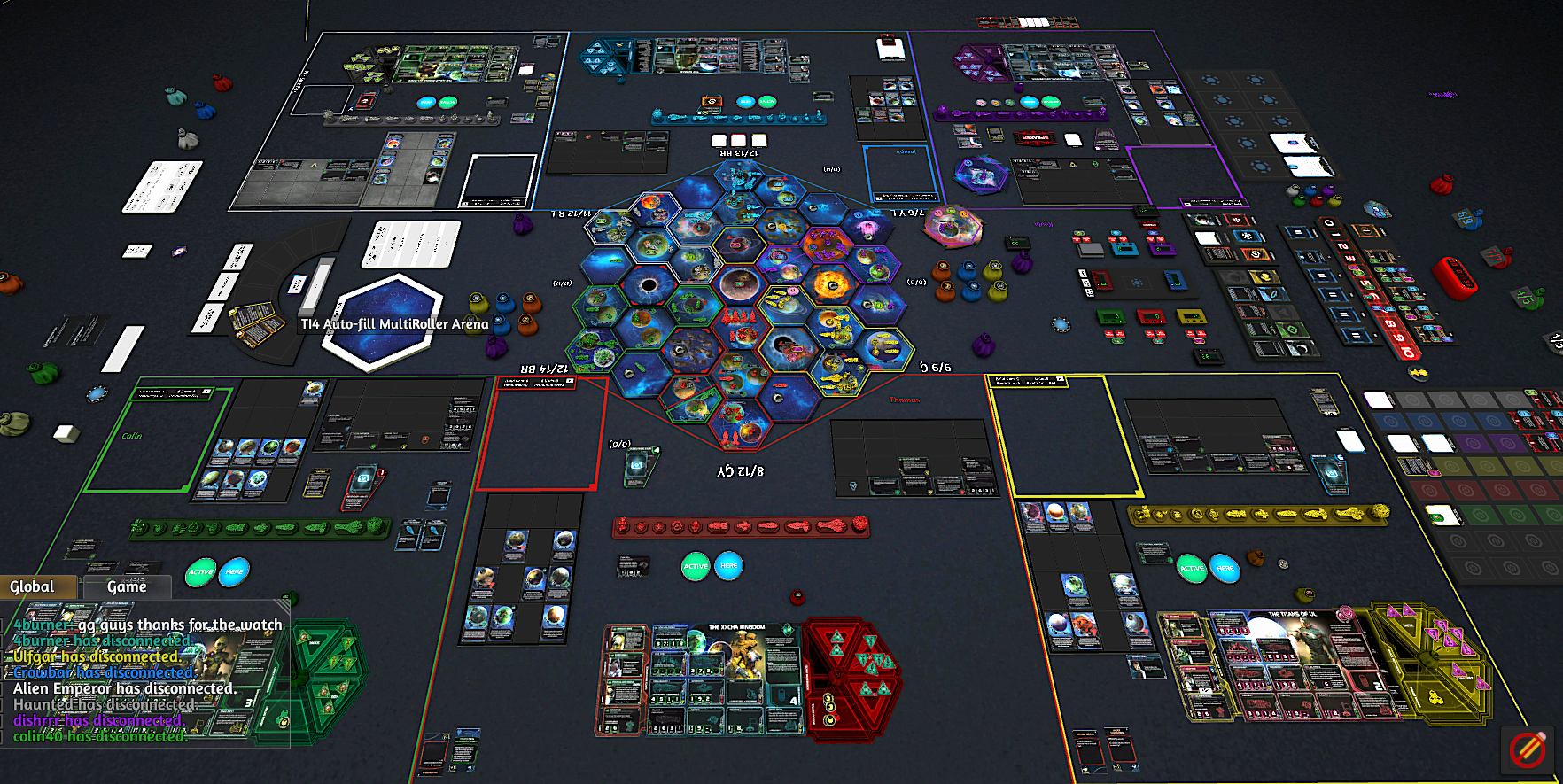
Čtvrtá edice Twilight Imperium tak, jak je implementována ve hře Tabletop Simulator

Tabletop Simulator je nezávislá videohra, která umožňuje hráčům v multiplayerovém fyzikálním sandboxu hrát a vytvářet stolní hry. Hra, vyvinutá studiem Berserk Games jako jejich první titul po úspěšné crowdfundingové kampani v únoru 2014, byla vydána v červnu následujícího roku.

## Hratelnost
Tabletop Simulator je hráčem řízený fyzikální sandbox bez pevně daných podmínek pro vítězství nebo neúspěch. Po výběru stolu, na kterém budou hrát, hráči interagují s hrou vytvářením a přesouváním virtuálních figurek, které podléhají fyzikální simulaci. Online multiplayer je podporován s maximálně deseti hráči. Kromě přesouvání figurek hra obsahuje mechaniky, které podporují běžné styly deskových her, jako je automatické házení kostkami a vzájemné skrývání figurek hráčů; další mechaniky pomáhají při správě hry, například ukládání stavu hrací desky nebo vrácení tahů zpět.
Součástí je několik her, včetně šachů, dámy a pokeru. Stoly a figurky lze kombinovat a upravovat a vytvářet tak nové hry, které pak lze uložit a sdílet s ostatními. Hra umožňuje importovat obrázky a modely a vytvářet tak zcela nové figurky a stoly, což umožňuje rekonstrukci většiny reálných deskových her. Na Steam Workshopu hry je sdíleno více než 94 tisíc položek; ačkoli existuje originální obsah, značná část těchto sdílených položek obsahuje adaptace existujících her, včetně nelicencovaných derivátů děl chráněných autorským právem. Studio Berserk Games také spolupracovalo s řadou vydavatelů her, aby nabídlo oficiálně licencované verze svých her pro Tabletop Simulator jako stahovatelný obsah, například Cosmic Encounter.

## Vývoj
Hru Tabletop Simulator vyvinulo studio Berserk Games, které tvoří Jason Henry a Kimiko. Před založením studia Henry navštěvoval vysokou školu se zaměřením na inženýrství a ve volném čase pracoval na herních modech, včetně populárního modu Mana Warfare pro hru Chivalry: Medieval Warfare. Kimiko byla moderátorkou komunity pro Chivalry a později členkou Torn Banner Studios. V rozhovoru pro Gamasutra dvojice popsala hru Desperate Gods jako inspiraci, ačkoli chtěli koncept „sdílené deskové hry ve volné formě“ rozšířit tak, aby zahrnoval všechny stolní hry.
V crowdfundingové kampani, která začala v únoru 2014, hra Tabletop Simulator na Kickstarteru vydělala 37 403 dolarů a podpořilo ji 1 822 jednotlivců. Dne 15. března studio Berserk Games oznámilo, že úspěšně prošlo procesem Steam Greenlight, což mu umožnilo distribuovat hru na Steamu.

## Kontroverze z ledna 2022
V lednu 2022 byla transgender uživatelka dočasně vyloučena z globálního chatu hry za to, že se označovala za trans a gay. Následně podala stížnost studiu Berserk Games, které 8. ledna reagovalo prohlášením, že „Tabletop Simulator podporuje LGBTQ+ komunitu“, a poté se uživatelce formálně omluvilo. Dne 9. ledna studio ze hry funkci globálního chatu odstranilo. Dne 14. ledna studio Berserk Games darovalo 10 000 dolarů Národnímu centru pro transgenderovou rovnost. Moderátorská rozhodnutí Berserk Games v tomto incidentu vyústila v bombardování recenzí hry na Steamu.